# Acrocercops zopherandra
Acrocercops zopherandra là một loài bướm đêm thuộc họ Gracillariidae. Nó được tìm thấy ở Ấn Độ (Bihar).
Ấu trùng ăn Mallotus repandus. Chúng có thể ăn lá nơi chúng làm tổ.